# Klipphausen

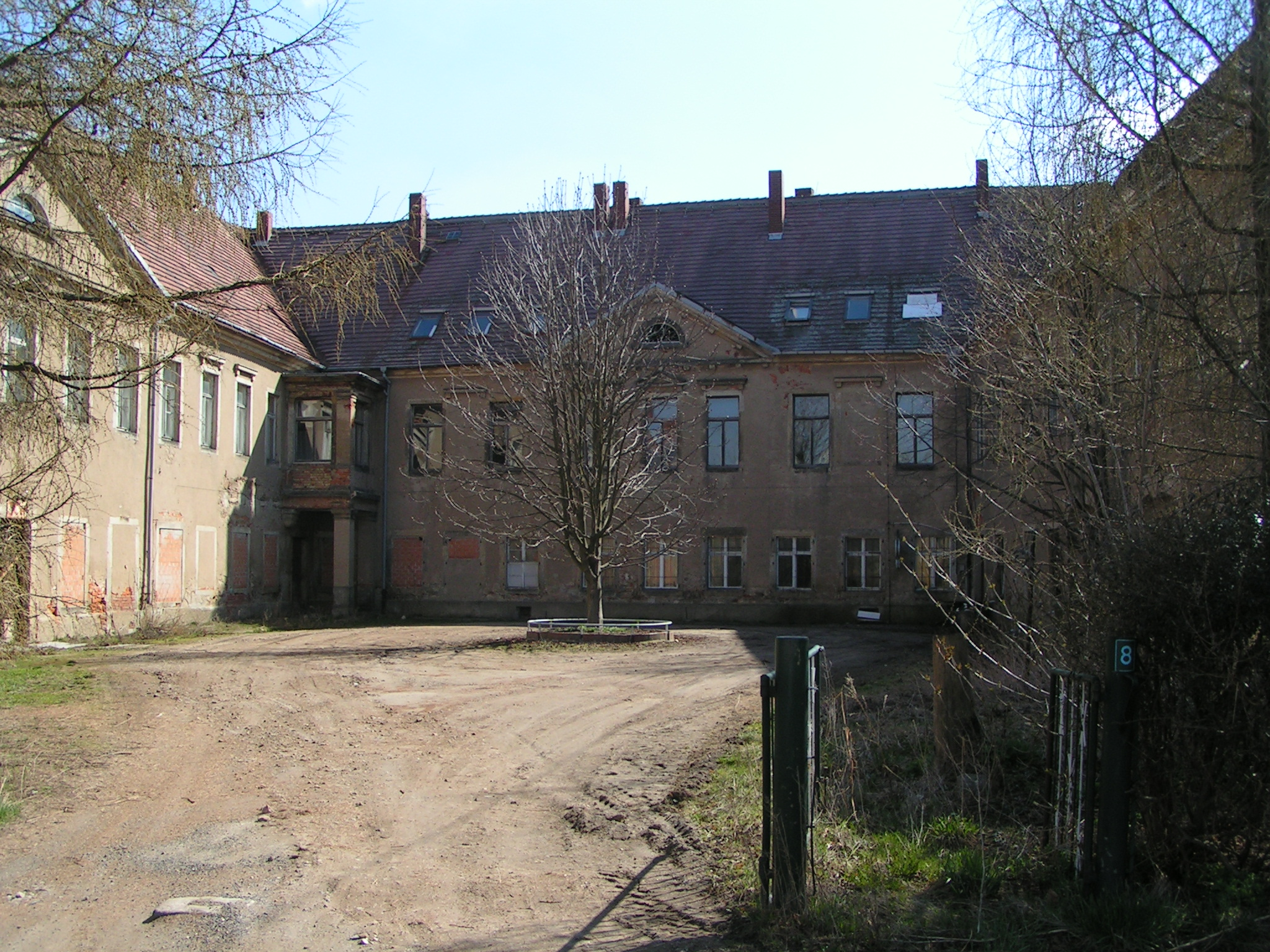
il Castello di Weistropp

Klipphausen è un comune di 6 121 abitanti della Sassonia, in Germania. Il comune si trova 14 km a nord-ovest di Dresda ed appartiene al Circondario di Meißen. Degno di nota il Castello di Weistropp.
A partire dal 1º luglio 2012 è stato accorpato il comune di Triebischtal.